# Jean Rocca
Jean Rocca est un peintre baroque niçois actif dans le Comté de Nice entre 1608 et 1654.

## Biographie
Plusieurs peintres portant le nom de Rocca sont connus à Nice au XVIIe siècle. Baptiste Rocca, mentionné en 1608, Jean-Baptiste, fils de Jean Rocca, actif entre 1631 et 1668, Antoine-François Rocca, cité en 1666 et 1700, mais aucune de leurs œuvres ne semblent nous être parvenus. Dans le cas de Jean Rocca, au moins sept tableaux sont connus, datés et signés Joannès Rocca.
Jean Rocca est mentionné dans les minutes du notaire niçois Malaucenna.
Sa première mention date du 16 mai 1608 quand il s'engage avec Baptiste Rocca à peinre trois tableaux représentant saint François, sain Jérôme et Marie-Madeleine pour Clément Amiolo, dit « Braida ». Il est précisé dans l'acte qu'ils doivent être « aussi beaux et bien exécutés que ceux que possède Alexandre Giaucerandi ».
Le 9 octobre 1609, il s'engage auprès de Jean-Antoine Rabissino et Anatoine Millo à fabriquer une croix processionnelle pour la confrérie des Pénitents de Coaraze. Cette commande montre que Jean Rocca était peintre mais aussi fustier.
Le 5 janvier 1610, associé à Pierre Succo, il colorie à la demande de la ville de Nice les vers composés pour l'entrée à Nice de Charles-Emmanuel Ier et de son épouse Catherine-Michelle d'Autriche qui y sont venus pour établir le Port-Franc.
Ensuite, pendant 14 ans, on perd la trace de Jean Rocca. On retrouve sa signature en 1624, en bas d'un tableau représentant une Pietat entre saint Antoine abbé et sainte Hélène réalisé pour la confrérie des Pénitents blancs de Tourrette-Levens.
Il s'était marié en premières noces, le 22 février 1610, avec Pirinetta Magione, veuve Triverio, morte en 1627. Il se remarie le 30 septembre 1631 avec Pirineta Guisol qui lui apporte une dot de 1 800 livres et 300 livres de bijoux.
Le 10 mai 1631, il peint quatre blasons de Nice sur l'étendard de la ville pour les funérailles de Thomas Genoino, second syndic de la ville. Le 2 septembre 1632, il peint un tableau de sainte Rosalie pour la chapelle sainte Rosalie fondée dans l'église des Franciscains de Nice. Le 20 mai 1633, il peint le blason de la maison de Savoie pour la visite de Victor-Amédée Ier et son fils, François-Hyacinthe. Le 22 mars 1635, il met huit blasons de Nice sur le guidon du trompette municipal.. Le 9 décembre, il décore un poème de sainte Rosalie pour la réception de ses reliques. Le 6 juillet 1651, la confrérie de la Sainte-Croix porte en procession un tableau sur lequel sont peintres sainte Marguerite, sainte Réparate et sainte Pétronille, peint avec l'aide de son fils, Jean-Baptiste. En 1653, il peint une statue en bois de la Vierge pour un habitant d'Èze qui la destine au sanctuaire du Laghet. Une propriété de Jean Rocco est citée en 1654 dans un discours du père capucin François de Sestri.

## Peintures
- Pietà entre saint Antoine abbé et sainte Hélène, 1624, dans l'église Sainte-Rosalie de Tourrette-Levens[1].
- Ecce Homo encadré par saint Michel, saint Gabriel, archanges, saint Marc et sainte Brigitte ave au-dessus Dieu le Père et en bas les Âmes du Purgatoire, 1634, dans l'église Saint-Laurent de Roure[2].
- Déposition de Croix entourée de quatorze scènes de la Passion, 1635, dans la chapelle Sainte-Croix des Pénitents blancs de La Bolline, Valdeblore[3].
- Vierge à l'Enfant tendant le rosaire à Saint-Dominique et sainte Catherine de Sienne avec Dieu de Père dans la partie supérieure compété sur les côtés et la partie inférieure de petits tableaux illustrant les 15 mystères, 1644, dans l'église Saint-Pons de Marie.
- Jésus Enfant entre saints Jean-Baptiste et Ferréol, Joseph et Marie-Madeleine, 1644, dans l'église Saint-Pons de Marie.
- Vierge à l'Enfant tendant le rosaire à Saint-Dominique et sainte Catherine de Sienne, 1645, dans l'église Sainte-Marguerite de Bairols[4].
- Vierge à l'Enfant tendant le rosaire à Saint-Dominique et sainte Catherine de Sienne avec Dieu de Père dans la partie supérieure compété sur les côtés et la partie inférieure de petits tableaux illustrant les 15 mystères, vers 1645, dans l'église Saint-Michel de Sigale.
- Vierge à l'Enfant tendant le rosaire à saint Dominique et sainte Catherine de Sienne, et Mystères, 1650, dans la collégiale Sainte-Marie de Clans[5].
- Vierge de la Miséricorde et Pénitents noirs, vers 1650, dans la chapelle Notre-Dame de Miséricorde de Clans.